# Guillem I de Bellême
Guillem I de Bellême († entre 1027 i 1035) fou senyor de Bellême i senyor d'Alençon. Era fill d'Yves I de Bellême o Yves l'Antic.

## Biografia
Guillem fou un vassall fidel del duc de Normandia Ricard II, mort el 1026. En data indeterminada (abans de 1026), Guillem de Bellême apareix combatent al seu senyor feudal, Heribert I del Maine anomenat "Despertagos", segons sembla a causa de l'enfrontament del seu germà, el bisbe Avesgald de Bellême, amb aquest comte que li volia usurpar els drets eclesiàstics. Asvegald es va refugiar al castell de Deuilly on fou assetjat i va haver de fugir al territori del seu germà Guillem I de Bellême, on va anatematitzar a Heribert. Guillem que era senyor d'Alençon i de Perche, va donar suport al bisbe, i va atacar el comtat del Maine aconseguint algunes victòries sota la direcció del noble Guillem Giroir i amb el suport del duc de Normandia.
Però el 1027 o 1028 es va enemistar amb el nou duc Robert el Magnífic de Normandia i no el va reconèixer com a senyor feudal. Guillem fou assetjat pels normands al seu castell d'Alençon i es va haver de rendir sent sotmès a la humiliació d'haver d'anar a presència del duc a demanar clemència amb una cadira de muntar a l'esquena; el duc de Normandia el va perdonar i li va permetre conservar Alençon i Bellême.
Però no va tardar a reprendre la lluita i va enviar els seus fills Folc i Robert a assolar el Maine, que ara era aliat de Normandia; el comte Heribert del Maine va rebre ajut del duc de Normandia Robert el Magnífic i va derrotar els invasors a la batalla de Ballon en què va morir el fill Folc (que era el primogènit) i Robert fou fet presoner; segons Guillem de Jumièges, Guillem va morir del disgust al saber la notícia (després del 1028). Un temps després el bisbe es va reconciliar amb Heribert, li va aixecar l'anatema i va tornar al comtat del Maine on va fer nombroses construccions.
Entre 1017 i 1025, va fundar l'abadia de Lonlay a la qual va cedir totes les esglésies de Domfront, el que indicaria que ja posseïa aquesta vila.

## Família i descendència
Era fill d'Yves I de Bellême. Va deixar cinc fills:
- Guerí, senyor de Domfront (que hauria mort abans que el seu pare)
- Folc, mort a la batalle de Ballon (Saint-Quentin-de-Blavou)
- Robert I de Bellême, successor de Guillem
- Guillem II Talvas, que va succeir després a Robert I de Bellême
- Yves, bisbe de Sées[4]